# Morpho telemachus
Morpho telemachus är en fjärilsart som beskrevs av Pieter Cramer 1782. Morpho telemachus ingår i släktet Morpho och familjen praktfjärilar. Inga underarter finns listade i Catalogue of Life.

## Bildgalleri

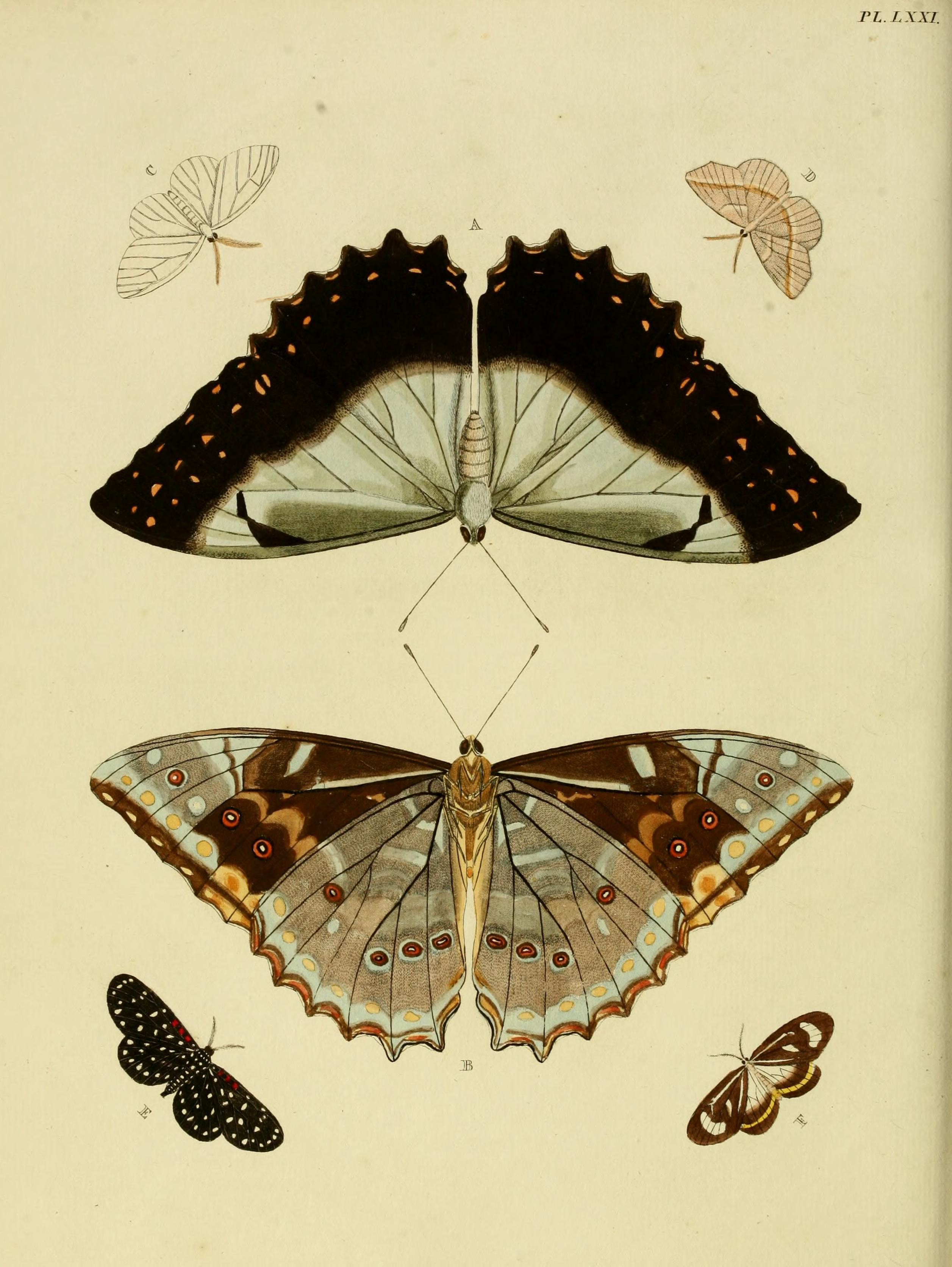
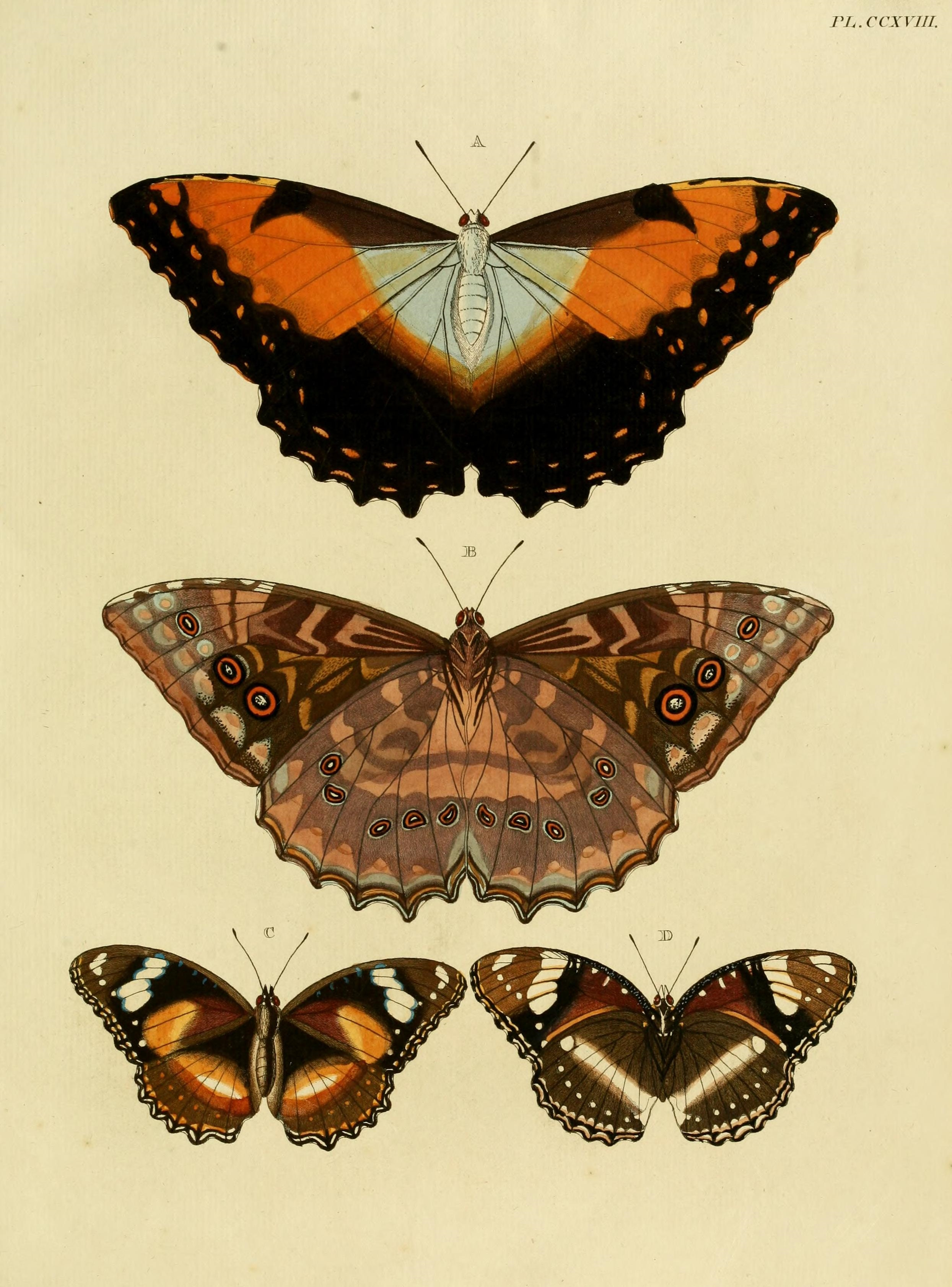
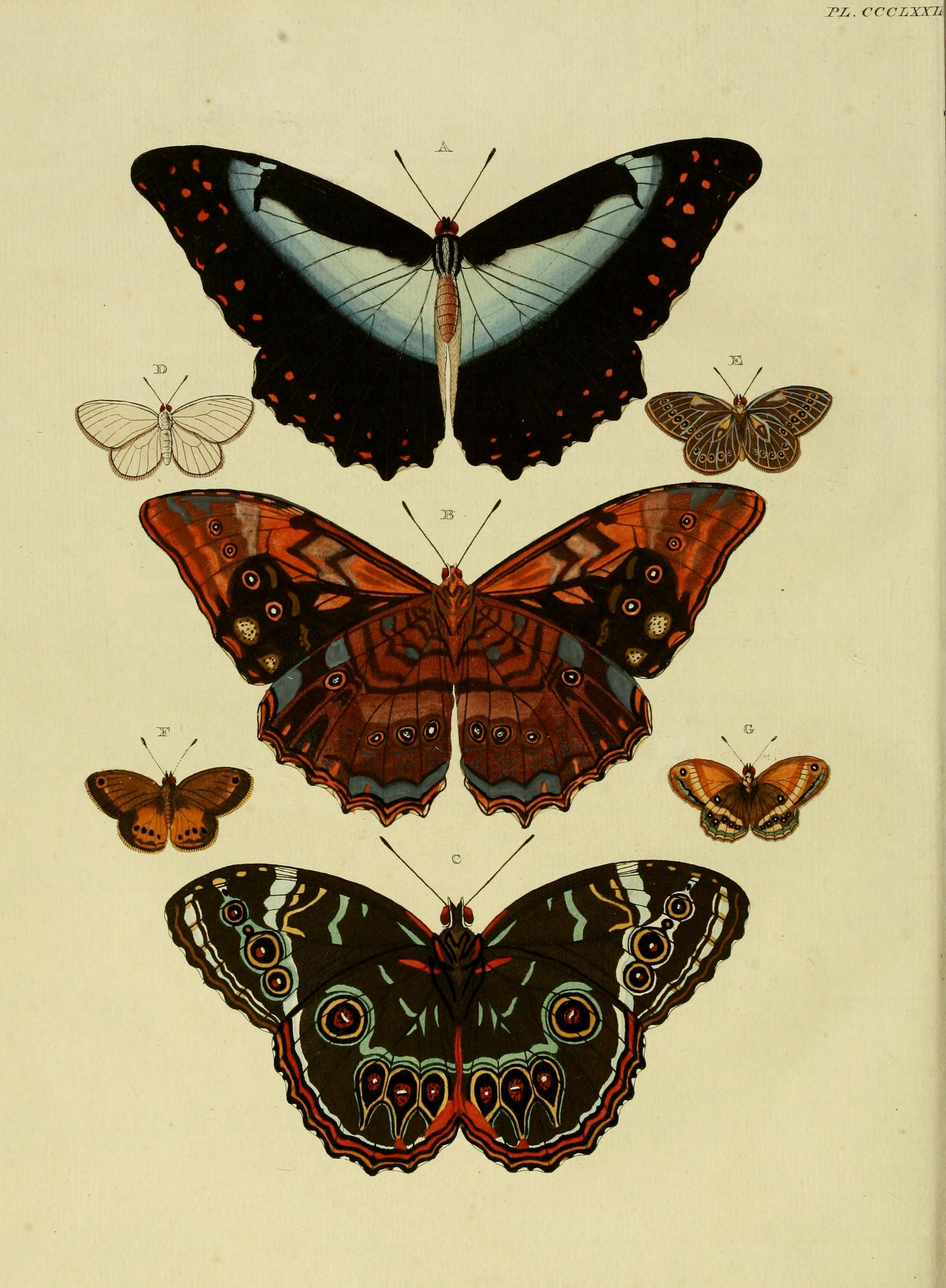
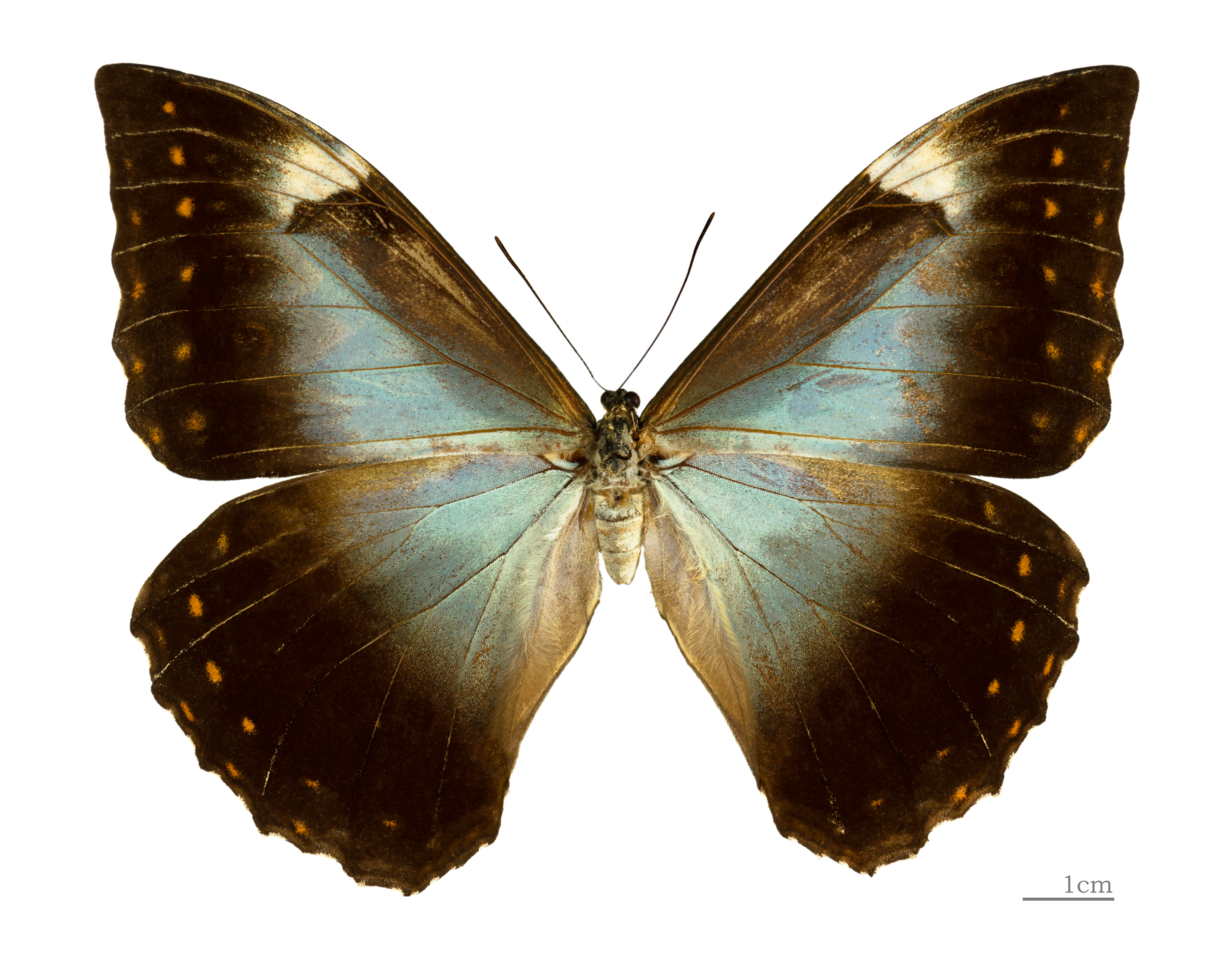
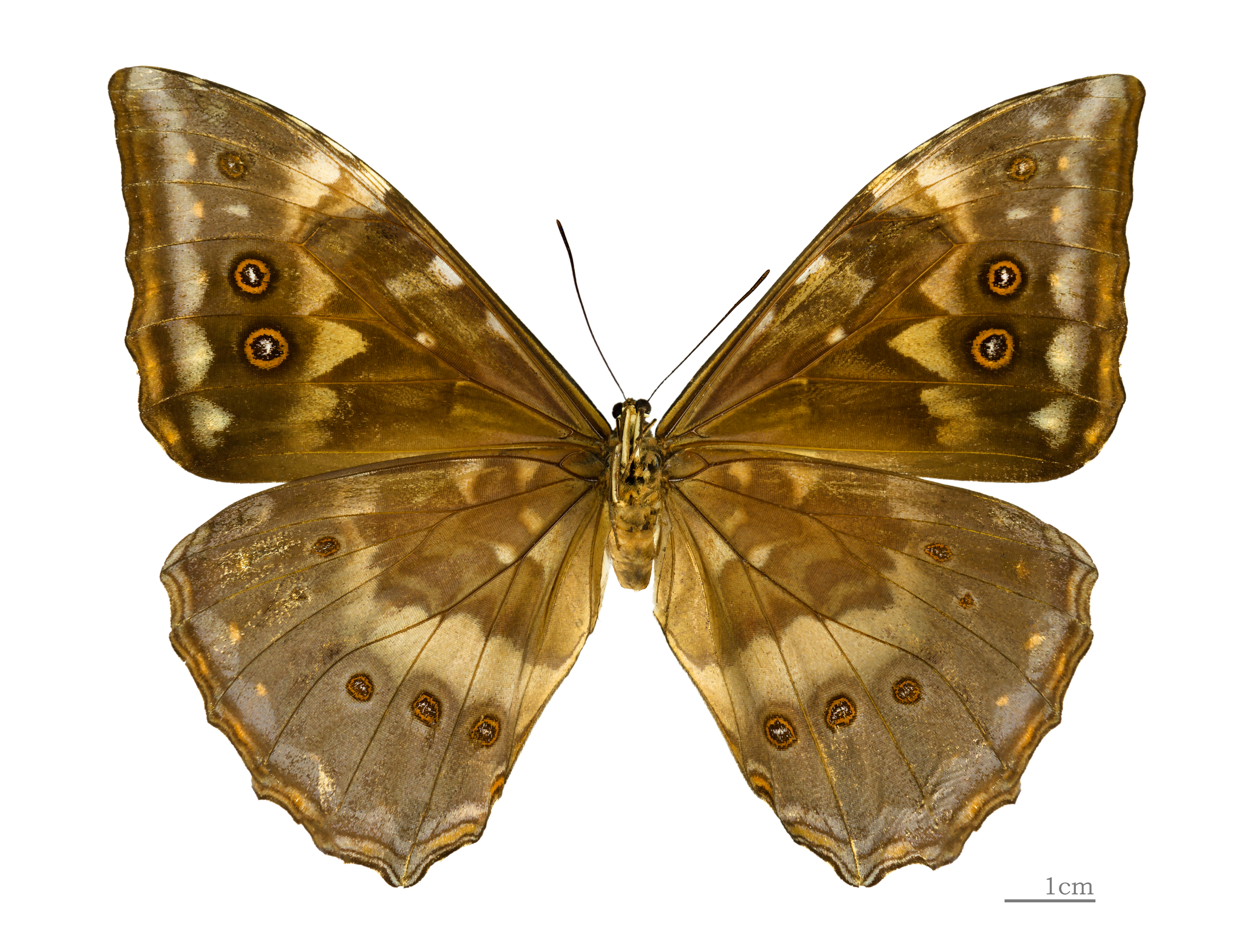
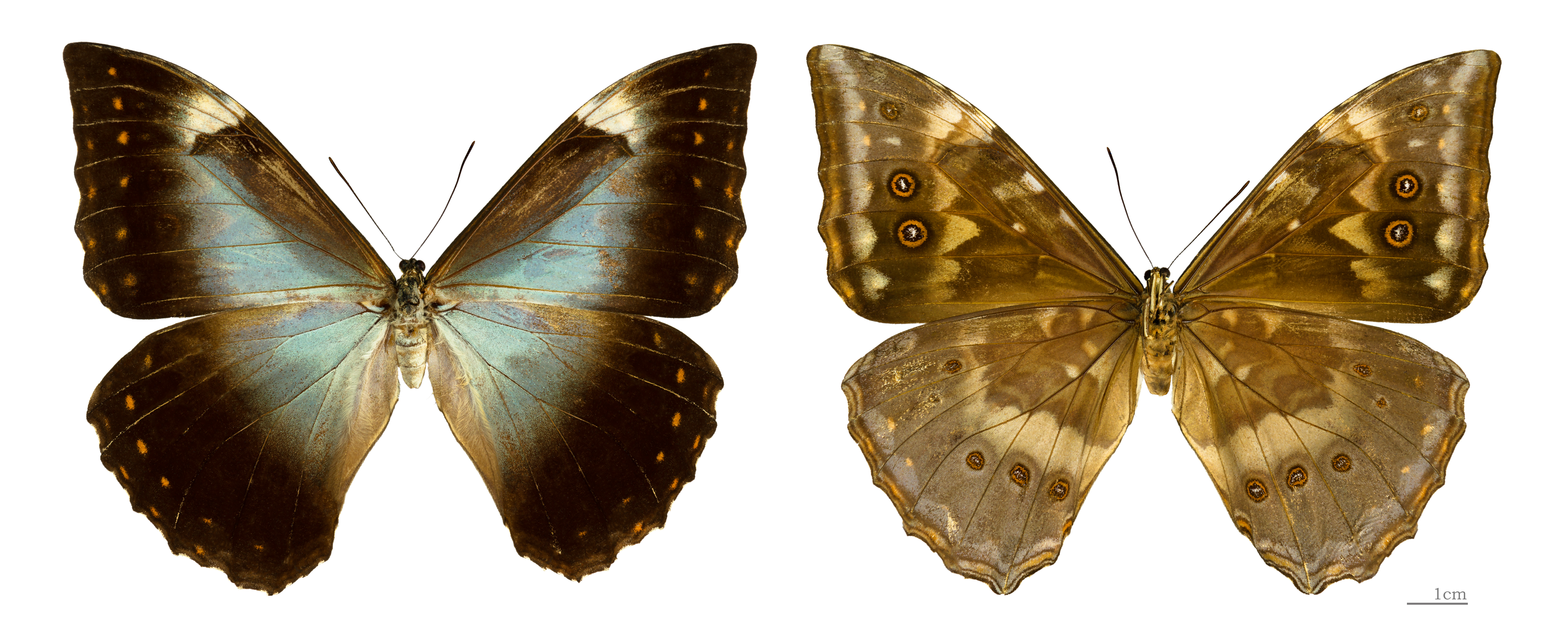